# Sara Dosho
Sara Dosho (em japonês:  土性 沙羅, Doshō Sara; Matsusaka, 17 de outubro de 1994) é uma lutadora de estilo-livre japonesa, campeã olímpica.

## Carreira
Dosho competiu na Rio 2016, na qual conquistou a medalha de ouro, na categoria até 69 kg.